# Åke Selberg
Ernst Åke Selberg, född 12 augusti 1939 i Råneå församling i Norrbottens län, död 9 december 2020 i Gunnarsbyns distrikt i Norrbottens län, var en svensk socialdemokratisk politiker, som mellan 1982 och 1994 var riksdagsledamot för Norrbottens läns valkrets.